# Prionoptera serra
Prionoptera serra là một loài bướm đêm trong họ Noctuidae.